# ジェイン・オースティンズハウス博物館

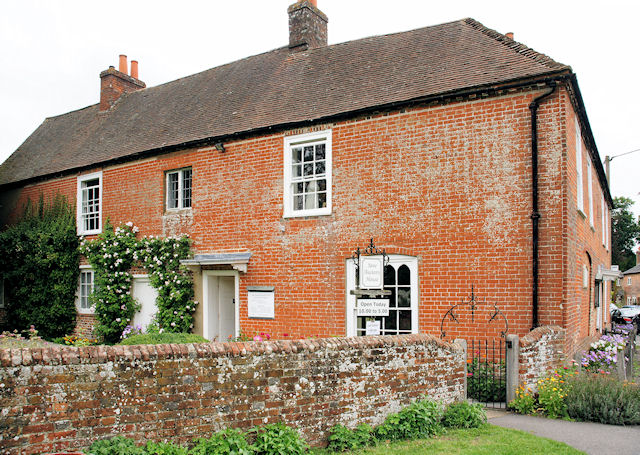
チョートンのジェイン・オースティンハウス博物館

ジェイン・オースティンハウス博物館（Jane Austen's House Museum）は、ハンプシャー州アルトンに近いチョートン村の小さな独立した博物館である。これは作家ジェイン・オースティンが人生の最後の8年間を過ごした、17世紀の家の中にある文学館である。非公式には、チョートン・コテージとして知られている。この博物館は、1963年以来グレード1の指定建造物になっている。

## ジェイン・オースティンの住居
この家は以前は地元の農家で、短期間、1781年から1787年の間「新しい宿屋」 (The New Inn) の名でパブだったこともある。パブは2件の殺人事件の現場になった。2度目の事件の後、家は、ジェイン・オースティンの兄エドワード・オースティン・ナイトによって村の強制執行官ブリッジャー・スワードに貸された。

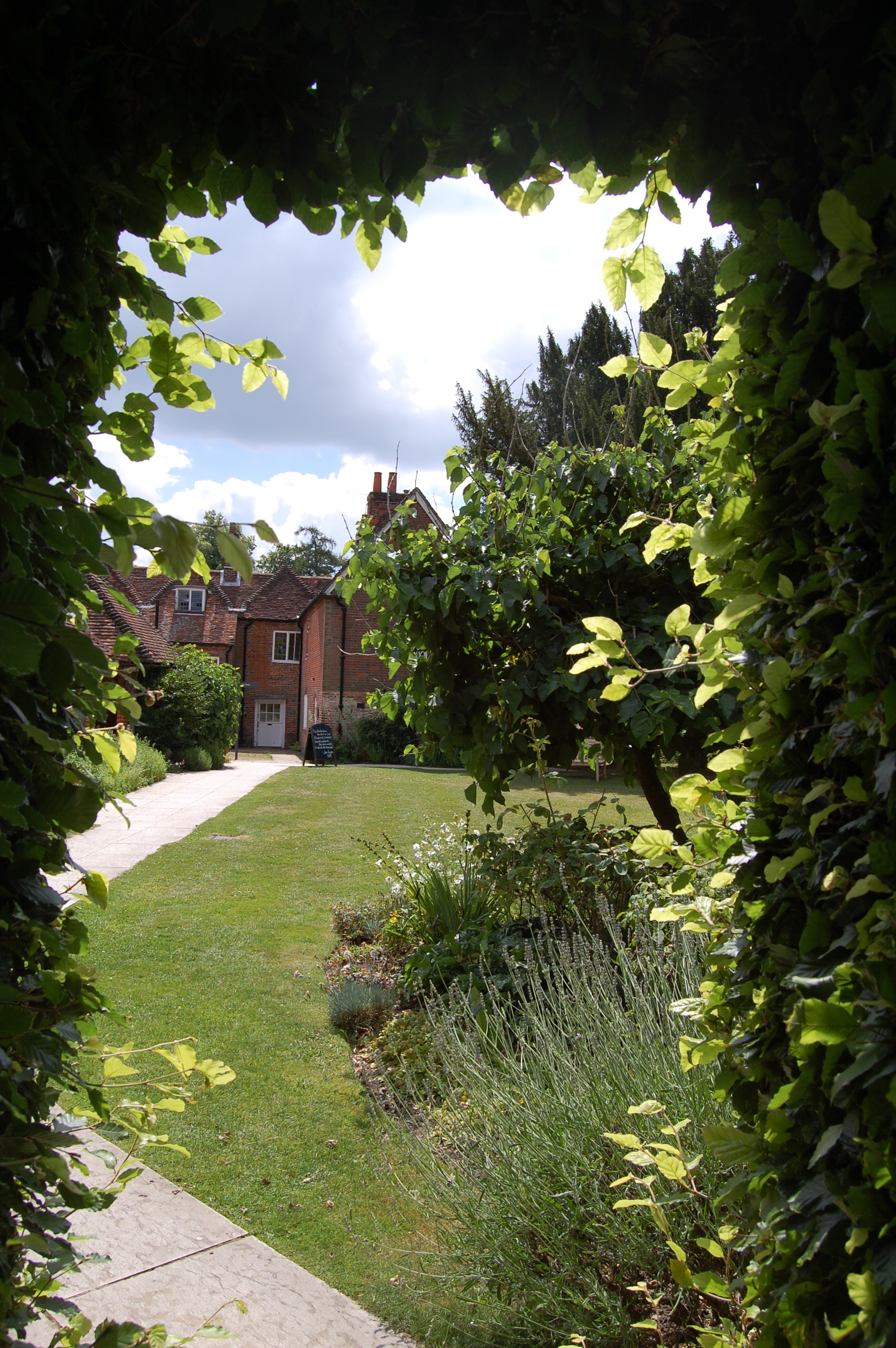
外観

その後、エドワード・オースティン・ナイトは、母と姉妹がこの家に住むことを認めたので、彼らは永遠の住まいを持つことになった。ジェイン・オースティンは、母と姉カサンドラと、長年の家族の友人マーサ・ロイドと、1809年7月から1817年5月までこの家に住んだ。その後彼女は、病気のためウィンチェスターの医師の近くに移り住み、1817年7月にウィンチェスターで亡くなった。母と姉は、それぞれ1827年と1845年に亡くなるまでこの家に住み続けた。ジェイン・オースティンがチョートンに到着したとき、彼女はドラフト形式で3つの小説を書いていた。『分別と多感』『高慢と偏見』『ノーサンガー・アビー』である。彼女がこれらの小説を出版する前にこの家で改訂した可能性がある。加えて、彼女が『マンスフィールド・パーク』『エマ』『説得』を書いたのはこの家である。

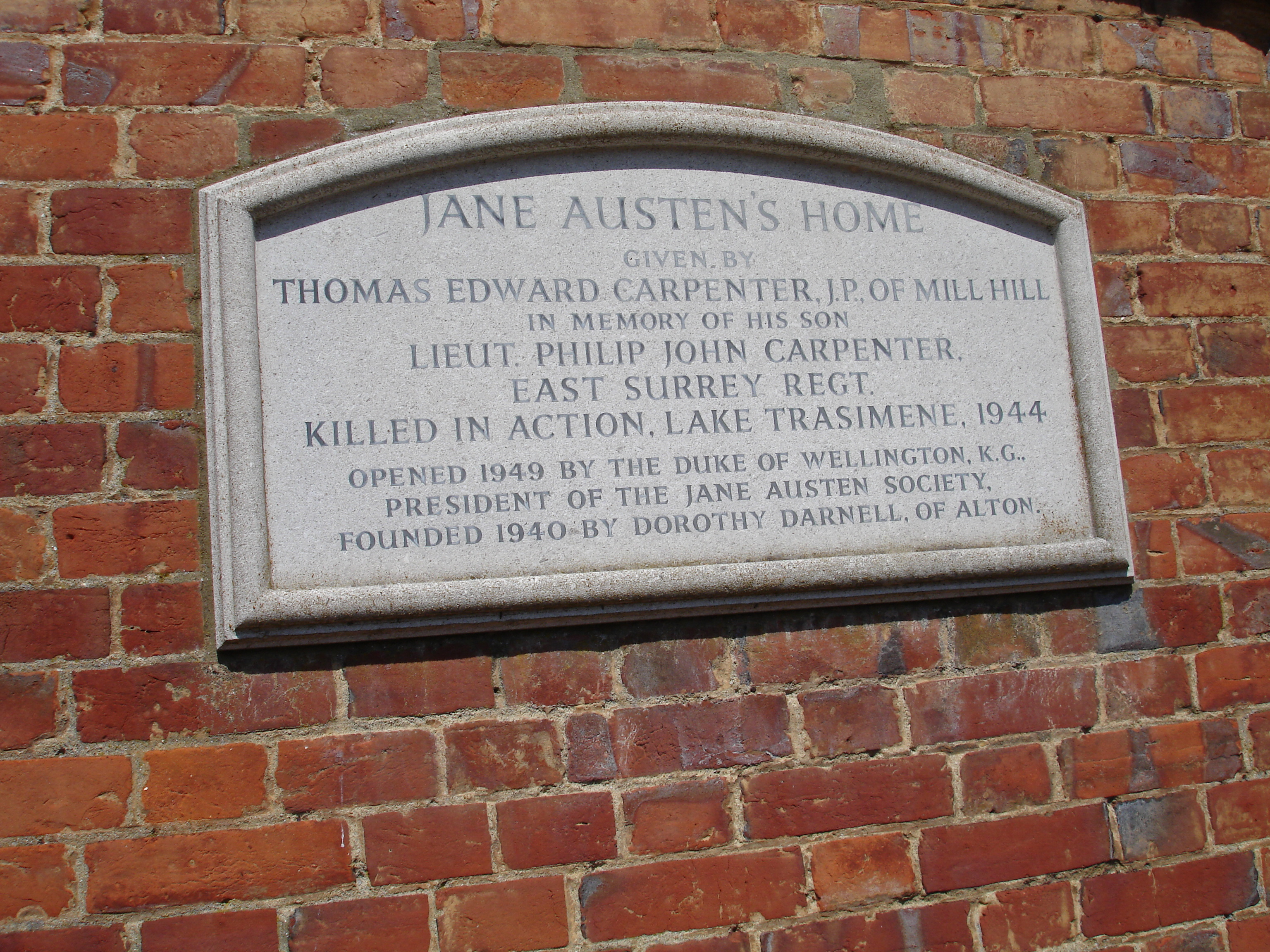
ジェイン・オースティンの家の銘板

## 博物館
カサンドラの死後、家は労働者のための小さなアパートに分割され、20世紀の幕開けまでに建物の一部が職人のクラブになった。
家の残りの部分は、不動産労働者のためのコテージに分割され、ペティ・ジョンズとチョートン・コテージとして知られていた。
ジェインオースティンズ・ハウス博物館は1947年に設立され、2014年まではジェイン・オースティンメモリアルトラストによって管理されていた。この家は、1948年にエドワード・ナイトからトーマス・エドワード・カーペンターに3,000ポンド（2021年時点で111,528ポンド）で売却された。
この家は、1944年6月30日、イタリアのトラシメンで部下を率いて倒れた第1大隊イーストサリー連隊のフィリップ・ジョン・カーペンター中尉を記念して、その父親から1949年にトラストに贈与された。

## ジェイン・オースティンハウス博物館

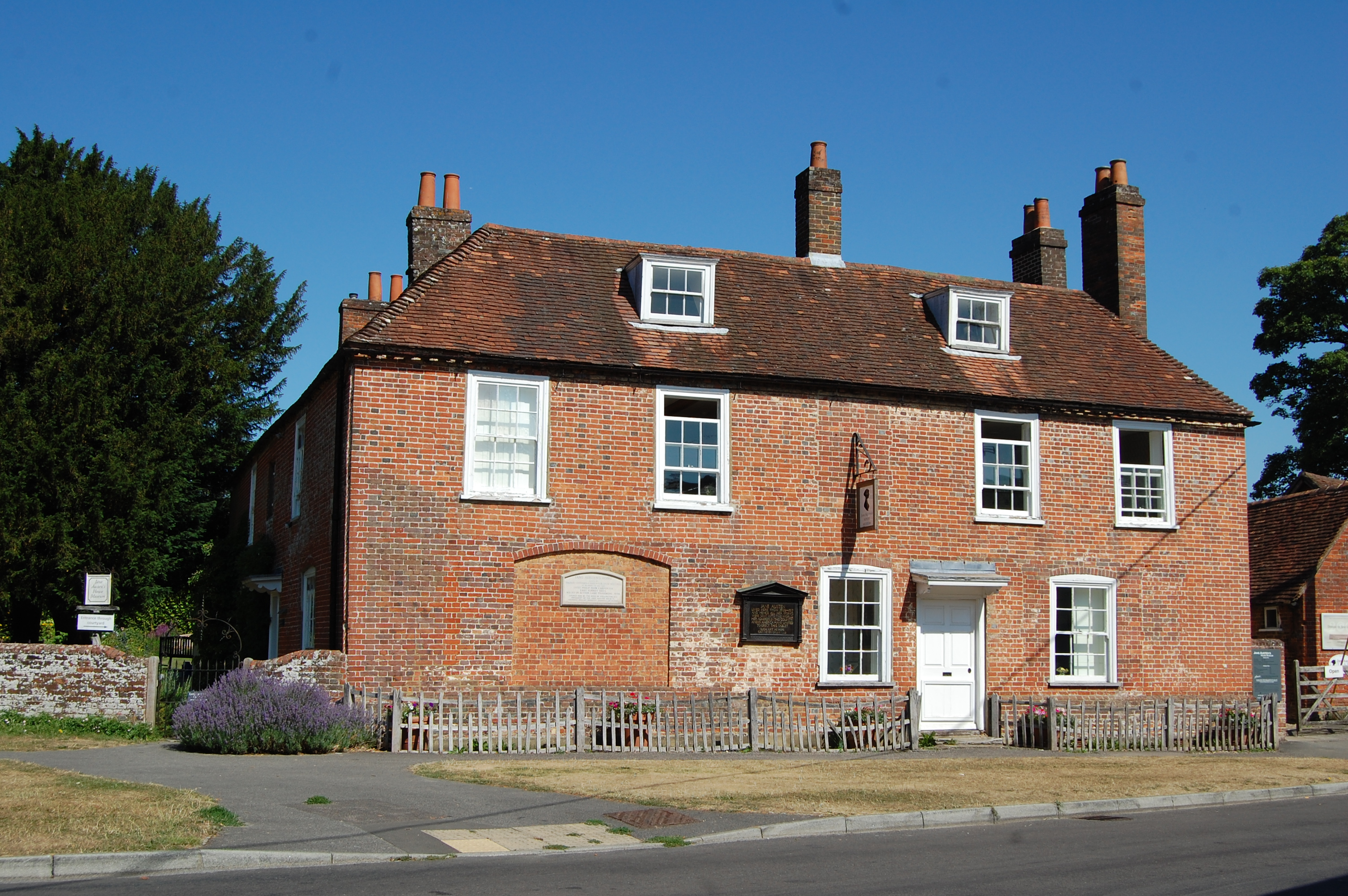
博物館の外観

博物館は1949年7月に一般公開され、毎年約4万人が訪れている。
現在、ジェイン・オースティンハウス博物館CIOが所有および運営している。この慈善団体は「教育の進歩、特に英文学、とりわけジェイン・オースティンの作品の研究」を目的とする登録慈善団体である」（登録番号：1156458）。博物館のコレクションには、ジェイン・オースティンが所有していた8冊の音楽本が含まれており、作品は彼女自身の手で書き写されている。さらに、博物館に展示されているジェイン・オースティンの家具の中には、ムツィオ・クレメンティのピアノフォルテ（1813年）と彼女の作品のいくつかが入っているヘップル・ホワイトの書棚付きライティングビューローがある。博物館には、他のオースティン家の品物や家具のコレクションも所蔵されている。博物館は、オースティンが所有していたことが知られている3つのジュエリー、ターコイズビーズのブレスレット、トパーズクロス、ターコイズとの指輪のみを所有している。金の指輪は、2012年にアメリカの歌手ケリー・クラークソンにオークションでに売却されるまで、オースティンの家族のもとにあった。
英国政府はその歴史的重要性を考慮して、指輪の輸出を禁止し、博物館は匿名の寄付者からの10万ポンドの支援を得て、最終的に輸出期限までに指輪を購入した。指輪は、2014年2月に博物館に展示された。ジェイン・オースティンへのさらなる感謝と新しい作家を奨励するために、定期的なイベントが博物館で開催されている。クレメンティ・ピアノフォルテを使ったリサイタルや彼女の作品をベースにした演奏もある。